# Joen Bille
Joen Steensen Bille (født 11. april 1944 på Frederiksberg) er en dansk skuespiller.

## Uddannelse
Joen Bille er student fra Herlufsholm 1962. Han har gennemgået Privatteatrenes Elevskole og udgik fra Statens Teaterskole i 1969. Joen Bille debuterede på Det ny Teater som arbejderen Egon i Hvor gik Nora hen, da hun gik ud.

## Skuespiller
Bille har haft roller på bl.a. Det Danske Teater, Boldhus Teatret, Det kongelige Teater, Bristol Music Centers Teater og Folketeatret. Han var fast ansat ved Det Kgl. Teater 1975-1981 og fra 1978 også som instruktør.
Blandt Joen Billes væsentligste skuespilleropgaver er Christian den 7. i Samtale om Natten i København, Kurt i Dødsdansen på Privatteatret 1992, Grev Gert i Atterdag i Ridehuset 1993, Pastor Hale i Heksejagt på Folketeatret 1994, Lucas i Kærlighedens kys på Husets Teater 1999 og Gustav 3. i Den store rolle på Grønnegårds Teatret 2000.

## Lærer
1985–1993 var han leder af instruktørlinjen på Statens Teaterskole og fra 2000 leder af dens skuespillerlinje.

## Roller på tv
I tv har man kunnet opleve ham i serierne Sulevælling som Ronnie Kahn, Huset på Christianshavn, Matador, hvor han spillede den unge Aage Holmdal, og i TV3's serie Hvide løgne 1999-2001, hvor han spillede overlægen. Han sås også som doktor Horsberg i Strandvaskeren fra 1978 og som professor Heiberg i Bryggeren fra 1996 og i en række andre tv-serier, fx Rejseholdet , Nikolaj og Julie og Klovn. I 2012 spillede han med i DR2s satireserie A-klassen.

## Baggrund
Joen Bille er søn af forfatteren Josias Bille (1882–1961) og hustru, forfatter Irene Ibsen (1901–1985) og oldebarn både af den norske dramatiker Henrik Ibsen og af Bjørnstjerne Bjørnson. Han blev den 24. maj 1974 gift med kunsthistorikeren, mag. art. Bente Scavenius (f. 1944). Sammen har de to børn: skuespillerne Beate Bille og Peder Bille.

### Villa Ibsen
I 2014 udgav han bogen Villa Ibsen, som omhandler hans berømte familie. Bogen fik en blandet modtagelse, der især fremhævede portrætter af forfatterens bedsteforældre Sigurd og Bergliot Ibsen som interessante. I fremstillingen af oldeforældrene tilføjer Bille lidt nyt og bygger i høj grad på ældre fremstillinger og populære forestillinger, som er blevet kritiseret i nyere Ibsen-forskning. Biografien formidler dermed myterne om Henrik Ibsens vanskelige barndom, konfliktfyldte forhold til faren eller Knud Ibsen som en tyrannisk alkoholiker, myter som blev tilbagevist i Jørgen Haaves bog Familien Ibsen (2017). I modsætning til Billes påstande bemærker Haave, at Ibsen havde en god barndom, blev forkælet af sin far og var et arrogant barn, som udviklede en stærk patricieridentitet. Ibsenforsker Ellen Rees skriver, at den historiske og biografiske forskning på Ibsen i det 21. århundrede har været præget af en 'revolution' i forståelsen af Ibsens liv, og Ibsenforsker Jon Nygaard opsummerede i 2016 omvæltningen i forståelsen af Ibsens barndom som, at alle de populære forestillinger om Ibsen er forkerte.

## Udvalgt filmografi
Film
- Mazurka på sengekanten som Torben, elev på skolen – 1970
- Pigen og drømmeslottet som Bruno Børgesen – 1974
- Blind makker ? – 1976
- Kassen stemmer som Bent – 1976
- Carmen og Babyface ? – 1995
- Kun en pige ? – 1995

Serier
- Sulevælling som Ronnie Kahn
- Huset på Christianshavn – 1972-1978
- Matador som Aage Holmdal – 1978
- Strandvaskeren som doktor Horsberg – 1978
- Bryggeren som professor Heiberg - 1996
- Hvide løgne som overlæge Jørgen Hald - 1998-2001
- Rejseholdet – 1999-2004
- Nikolaj og Julie – 2004-2007
- A-klassen – 2012